# Lepsze życie (amerykański film)
Lepsze życie (ang. A Better Life, 2011) – amerykański dramat filmowy w reżyserii Chrisa Weitza. Adaptacja opowiadania autorstwa Rogera L. Simona.
Światowa premiera filmu miała miejsce 24 czerwca 2011 roku.

## Opis fabuły
Carlos jest przyzwoitym człowiekiem, pracuje jako ogrodnik w Los Angeles, ale jest w Stanach nielegalnie. Meksykanin jest również samotnym ojcem wychowującym czternastoletniego Luisa. Mężczyzna boi się o przyszłość chłopaka, który swoje zainteresowania skupia na lokalnych gangach. Gdy współpracownik Carlosa kradnie jego zakupioną na potrzeby pracy ciężarówkę, mężczyzna postanawia ją odzyskać. Kieruje jednak na siebie uwagę policji.

## Obsada
- Demián Bichir jako Carlos Galindo
- José Julián jako Luis Galindo
- Carlos Linares jako Santiago
- Eddie „Piolín” Sotelo jako on sam
- Joaquín Cosío jako Blasco Martinez
- Nancy Lenehan jako pani Donnely
- Gabriel Chavarria jako Ramon
- Bobby Soto jako Facundo
- Chelsea Rendon jako Ruthie Valdez
- Kimberly Morales jako Julia Blanco
- Lizbeth Leon jako Lily Castillo

i inni

## Nagrody i nominacje
84. ceremonia wręczenia Oscarów
- nominacja: najlepszy aktor pierwszoplanowy – Demián Bichir

26. ceremonia wręczenia Independent Spirit Awards
- nominacja: najlepsza główna rola męska – Demián Bichir

18. ceremonia wręczenia nagród Gildii Aktorów Ekranowych
- nominacja: wybitny występ aktora w roli pierwszoplanowej – Demián Bichir